# Mesenopsis
Mesenopsis is een geslacht van vlinders uit de familie van de prachtvlinders (Riodinidae), onderfamilie Riodininae.
Mesenopsis werd in 1886 voor het eerst wetenschappelijk beschreven door Godman & Salvin.

## Soorten
Mesenopsis omvat de volgende soorten:
- Mesenopsis albivitta (Lathy, 1904)
- Mesenopsis briseis Godman & Salvin, 1886
- Mesenopsis bryaxis (Hewitson, 1870)
- Mesenopsis melanochlora (Godman & Salvin, 1878)
- Mesenopsis pulchella Godman, 1903